# Sydney central business district

Sydney central business district (även Sydney CBD; populärt kallat the City) är en stadsdel och det viktigaste kommersiella centrumet i Sydney, New South Wales, Australien. Det sträcker sig söderut cirka tre km från Sydney Cove, platsen för den första europeiska bosättningen. Dess nord-sydliga axel löper från Circular Quay i norr till Sydneys centralstation i söder. Dess öst-västliga axel löper från en kedja av parker som inkluderar Hyde Park, The Domain, Royal Botanic Gardens och Farm Cove på Sydney Harbour i öst; till Darling Harbour och Western Distributor i väster. Vid 2011 års folkräkning var områdets invånarantal 14 308.
Sydney central business district används också ibland löst för att omfatta omgivande stadsdelar som Pyrmont, Haymarket, Ultimo och Woolloomooloo.

## Geografi

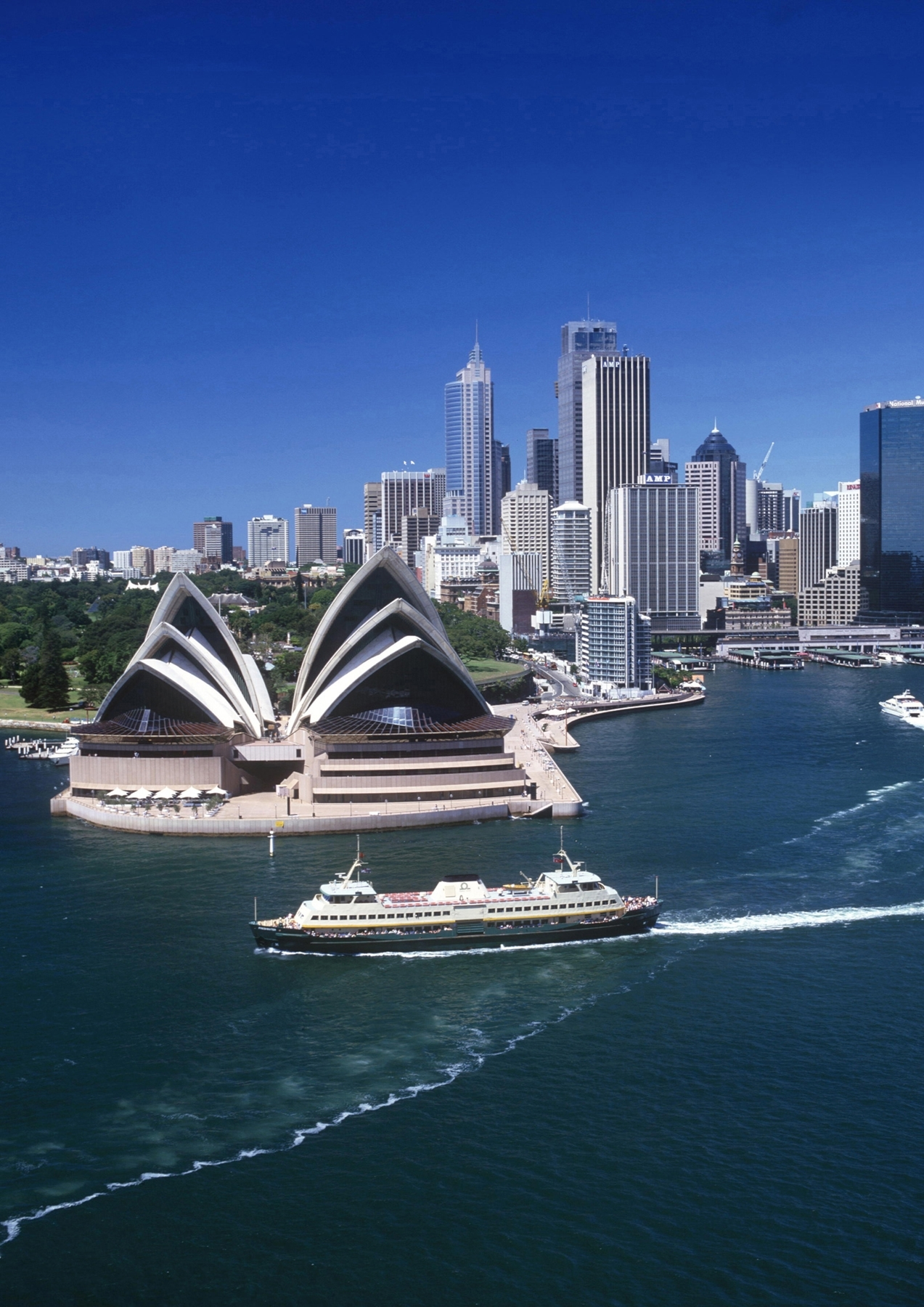
Operahuset i Sydney och central business district.

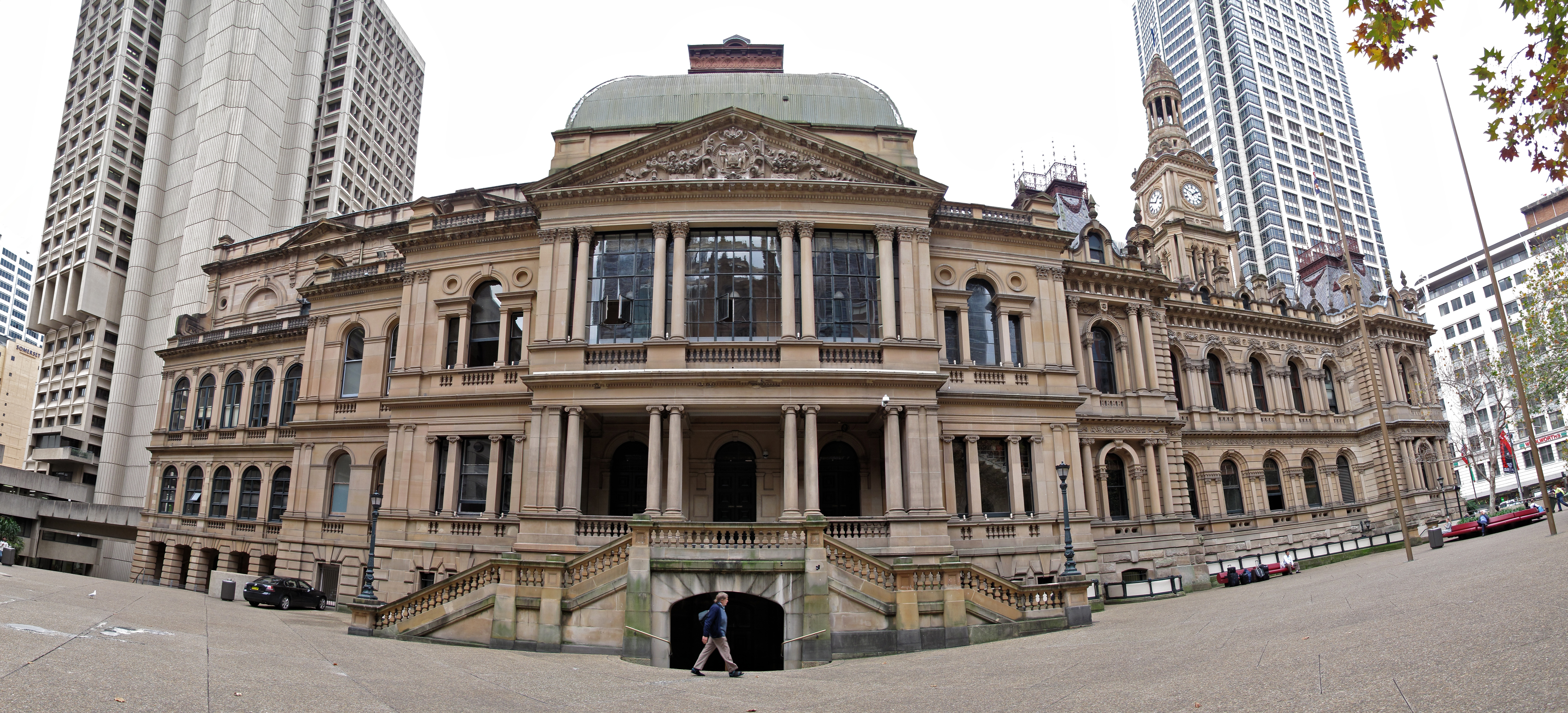
Panoramautsikt över Sydney Town Hall.

Sydney CBD är ett område med mycket tätt koncentrerade skyskrapor och andra byggnader, varvat med flera parker som Hyde Park, The Domain, Royal Botanic Gardens och Wynyard Park. George Street är Sydney CBD:s viktigaste nord-sydliga genomfart. Gatorna körs på ett något skevt rutnät i södra CBD, men i det äldre norra CBD bildar gatorna flera korsande rutnät, vilket speglar deras placering i förhållande till den rådande vinden och anpassningen till Circular Quay i den tidiga bosättningen.
CBD avgränsas i öster av Macquarie Street och i väster av York Street. Mellan dessa ligger Pitt Street, som löper nära loppet av den ursprungliga färskvattenströmmen Tank Stream. Bridge Street tog sitt namn från bron som en gång passerade denna ström. Pitt Street är hjärtat för detaljhandeln i Sydney som omfattar Pitt Street Mall och Sydney Tower. Macquarie Street är ett historiskt område som rymmer sådana byggnader som Parliament House och Supreme Court of New South Wales.

## Styrelseform
Administrativt faller Sydney CBD under ledning av det lokala regeringsområdet City of Sydney. New South Wales delstatsregering har också bestämmanderätt över vissa aspekter av CBD, i synnerhet genom Sydney Harbour Foreshore Authority.

## Kommersiellt område

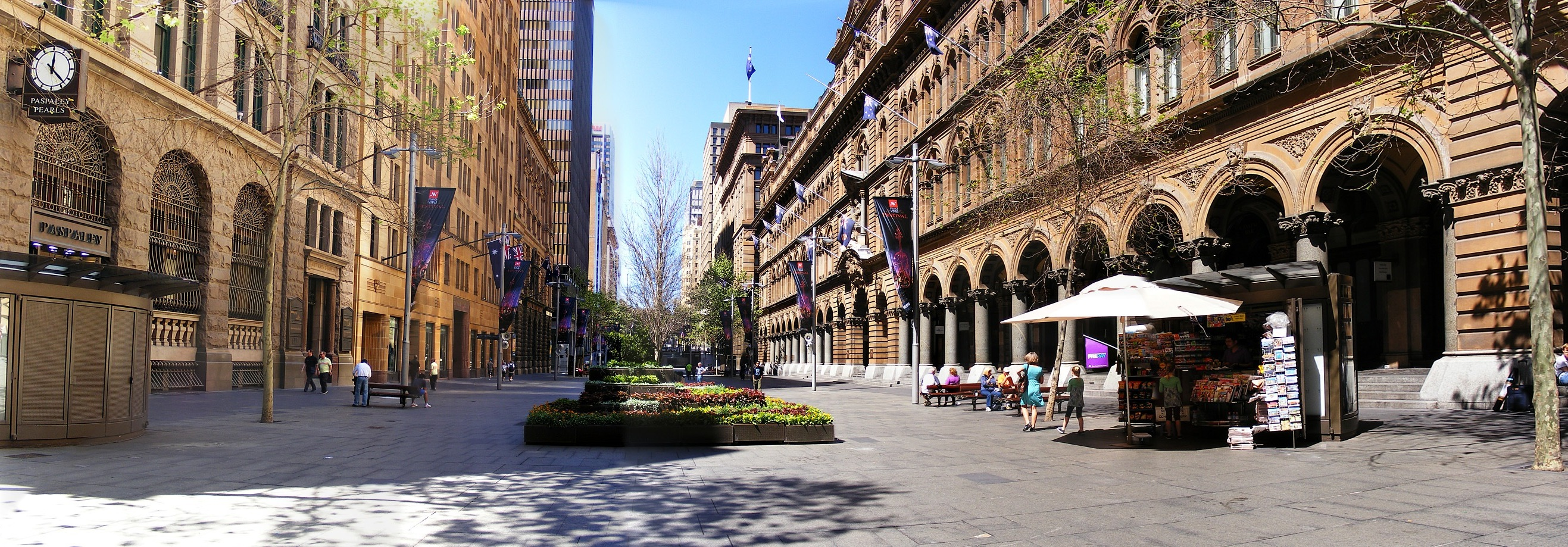
Martin Place.

I Sydney CBD ligger många av Australiens högsta skyskrapor, däribland Governor Phillip Tower, MLC Centre och World Tower, den senare består huvudsakligen av lägenheter. Den högsta byggnaden är Sydney Tower på 309 meter, men planeringsrestriktioner begränsar den framtida utvecklingen till en höjd på 235 meter på grund av myndighetsrestriktioner.
Sydney CBD är hem för några av de största australiska företagen, samt fungerar som ett högkvarter för många stora internationella företag i Asien-Stillahavsområdet. Branscher som finansiella tjänster i synnerhet upptar mycket av de tillgängliga kontorslokalerna, med företag som Westpac, Commonwealth Bank of Australia, Citibank, Deutsche Bank, Macquarie Bank, AMP Limited, Insurance Australia Group, Polltraxx Music Group Australia, AON, Marsh, Allianz, HSBC, AXA, ABN Amro,[källa behövs] och Bloomsbury Publishing som har kontor där.

## Kultur

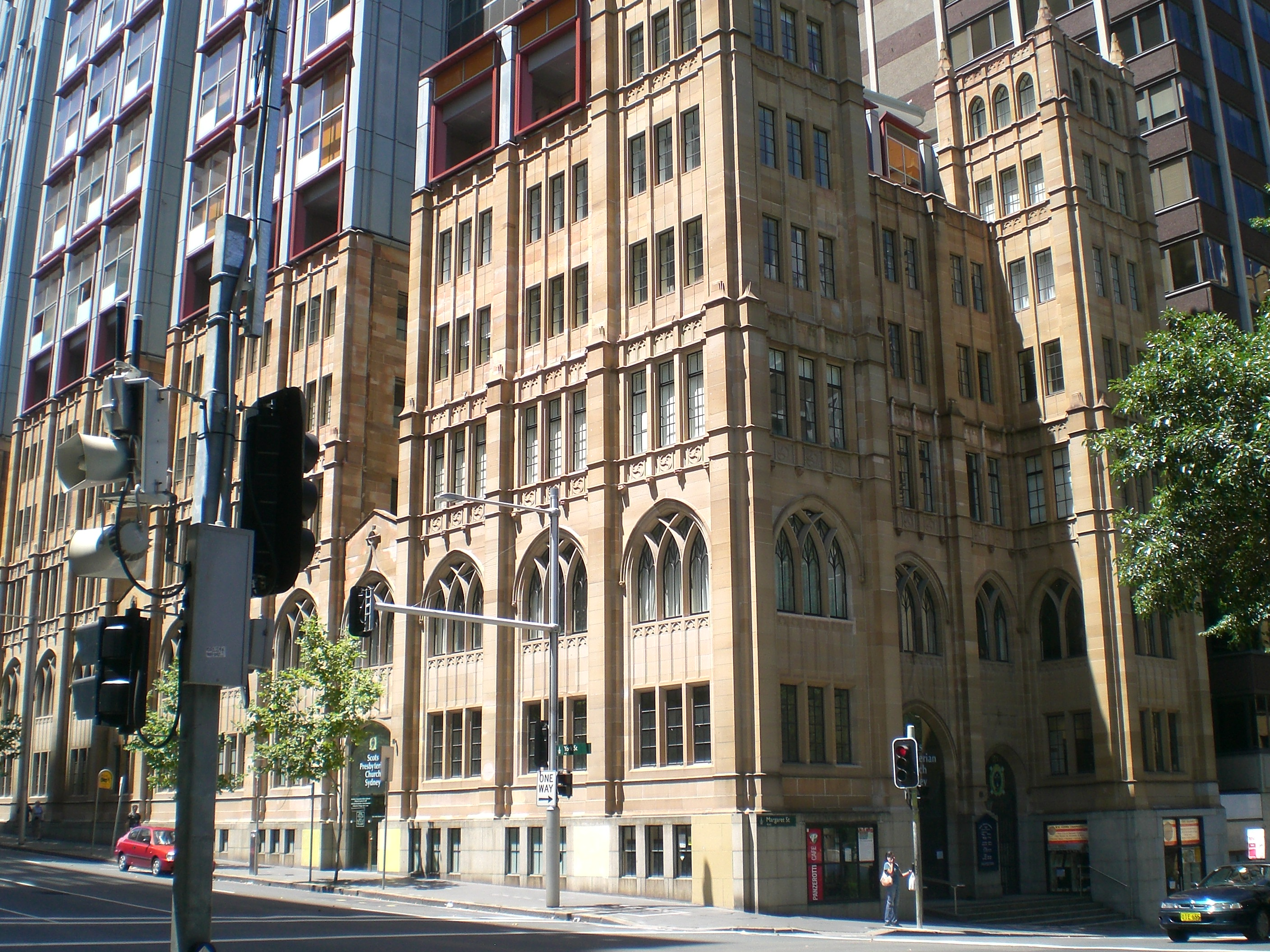
Scots Presbyterian Church.

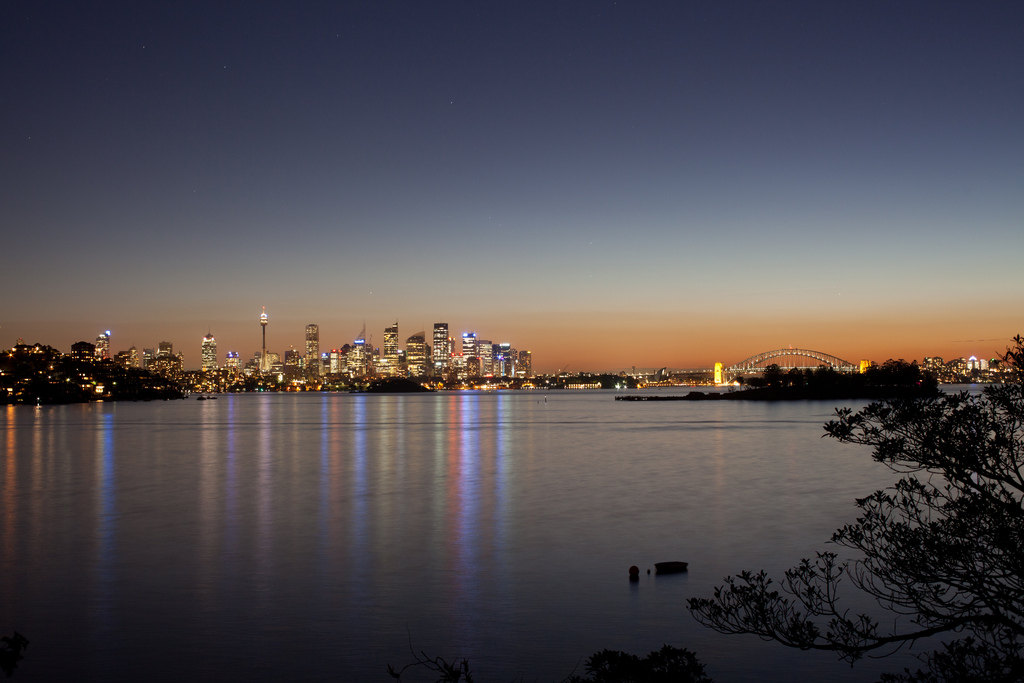
Sydney central business district skyline sett från Port Jackson.

Det finns en stor koncentration av kulturinstitutioner inom CBD, däribland: Museum of Sydney, State Library of New South Wales, Customs House gren av City of Sydney Library, Theatre Royal, City Recital Hall och Japan Foundation.
Många andra kulturinstitutioner ligger vid kanten av CBD, till exempel: Operahuset i Sydney och Museum of Contemporary Art i norr, Australian Museum och Art Gallery of New South Wales i öster, Powerhouse Museum i väster, White Rabbit Gallery och Haymarkets gren av City of Sydney Library i söder.
Varje januari firar staden med Sydney Festival. Det finns konst, musik och dansutställningar på inomhus och utomhusarenor. Australisk och internationell teater under månaden finns också, inklusive aboriginsk och samtida. Många av dessa är gratis.
Sydney Film Festival är ett internationellt evenemang som anordnas varje år i juni på olika platser runt om i CBD.
Sydney har en livlig cafékultur som kompletteras av klubbar och barer distribuerade i hela CBD och koncentrerade till ett par platser som i Darling Harbour.

## Högsta byggnader 150m+
| Namn                   | Bild                                | Höjd (m) | Våningar | År        | Syfte       | Adress                 | Noter |                                                                                              |
| ---------------------- | ----------------------------------- | -------- | -------- | --------- | ----------- | ---------------------- | --- | -------------------------------------------------------------------------------------------- |
| Citigroup Centre       |                                     | 243      | 50       | 1998-2000 | Kommersiell | 506 George Street      | Noter | Officiellt högsta bebodda byggnaden i Sydney sedan 2000. 10:e högsta byggnaden i Australien. |
| Chifley Tower          |                                     | 241      | 50       | 1991-1992 | Kommersiell | 122 Phillip Street     | En tre meter lång åskledare tillkom 2000, men utgör inte ett arkitektoniskt inslag, vilket gör att byggnaden har en officiell höjd på 241 meter. 206 meter till tak. Högsta byggnaden i Sydney 1992-2000. Var en av de dyraste byggnaderna i världen på A$,2 miljarder. Designad av Kohn Pedersen Fox. |                                                                                              |
| Deutsche Bank Place    |                                     | 240      | 39       | 2003-2005 | Kommersiell | 126 Phillip Street     | Den näst högsta byggnaden i världen med färre än 40 våningar (Al Faisaliyah Center (Riyadh) är högre med 267 meter). 160 meter till tak. Designad av Norman Foster. |                                                                                              |
| MLC Centre             |                                     | 228      | 60       | 1975-1977 | Kommersiell | 19 Martin Place        | 244 meter till antenn och 227 meter till tak. Högsta byggnaden i Sydney 1977-1992. Designad av Harry Seidler. |                                                                                              |
| Governor Phillip Tower |                                     | 227      | 54       | 1991-1994 | Kommersiell | 1 Farrer Place         | 254 meter till antenn och 227 meter till tak. Högsta byggnaden i Sydney till antenn. Designad av Denton Corker Marshall. |                                                                                              |
| Ernst & Young Tower    |                                     | 222      | 45       | 2003-2004 | Kommersiell | 680 George Street      | 190 meter till tak. Del av World Square complex. |                                                                                              |
| Aurora Place           |                                     | 219      | 41       | 1999-2001 | Kommersiell | 88 Phillip Street      | Mer känd som Aurora Place men officiellt RBS Tower. 188 meter till tak. Designad av Renzo Piano. |                                                                                              |
| ANZ Tower              |                                     | 195      | 46       | 2010-2013 | Kommersiell | 163 Castlereagh Street | |                                                                                              |
| Suncorp Place          |                                     | 193      | 48       | 1970-1982 | Kommersiell | 259 George Street      | Bygget påbörjades 1970 och avslutades först 1982, eftersom projektet försenades flera gånger. |                                                                                              |
| AMP Centre             | AMP Building och AMP Centre. Sydney | 188      | 45       | 1973-1976 | Kommersiell | 50 Bridge Street       | Högsta byggnaden i Sydney 1976-1977. Genomgår en stor sanering. Designad av Peddle Thorp & Walker. |                                                                                              |
| Capita Centre          |                                     | 183      | 31       | 1987-1989 | Kommersiell | 9 Castlereagh Street   | Designad av Harry Seidler. |                                                                                              |
| Grosvenor Place        |                                     | 180      | 45       | 1985-1987 | Kommersiell | 225 George Street      | Designad av Harry Seidler. |                                                                                              |
| Australia Square Tower |                                     | 170      | 46       | 1965-1967 | Kommersiell | 264 George Street      | Högsta byggnaden i Sydney 1967-1976. Designad av Harry Seidler. |                                                                                              |
| Westpac Place          |                                     | 166      | 35       | 2003-2005 | Kommersiell | 251 Kent Street        | |                                                                                              |

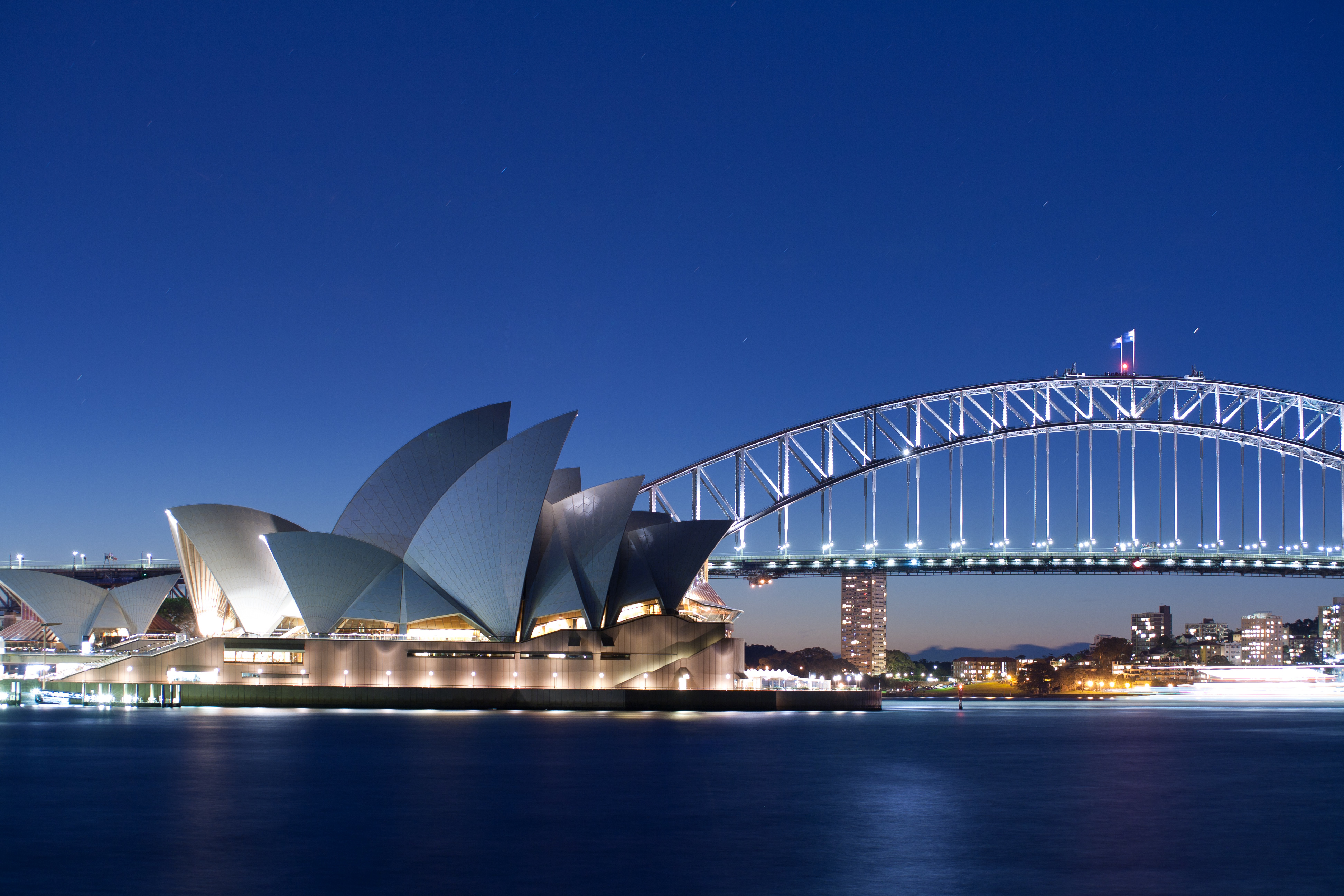
Operahuset i Sydney och Harbour Bridge.
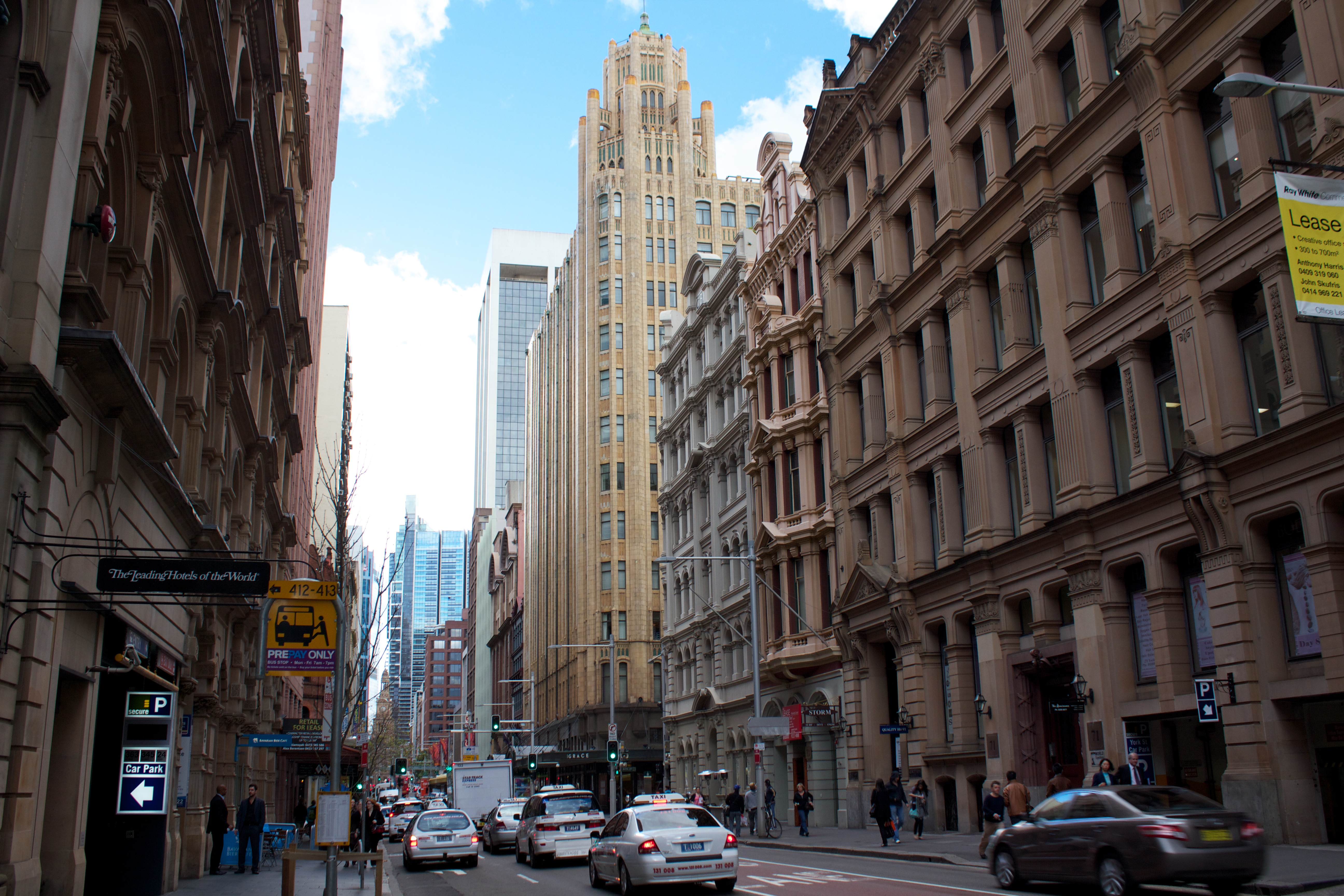
York Street.
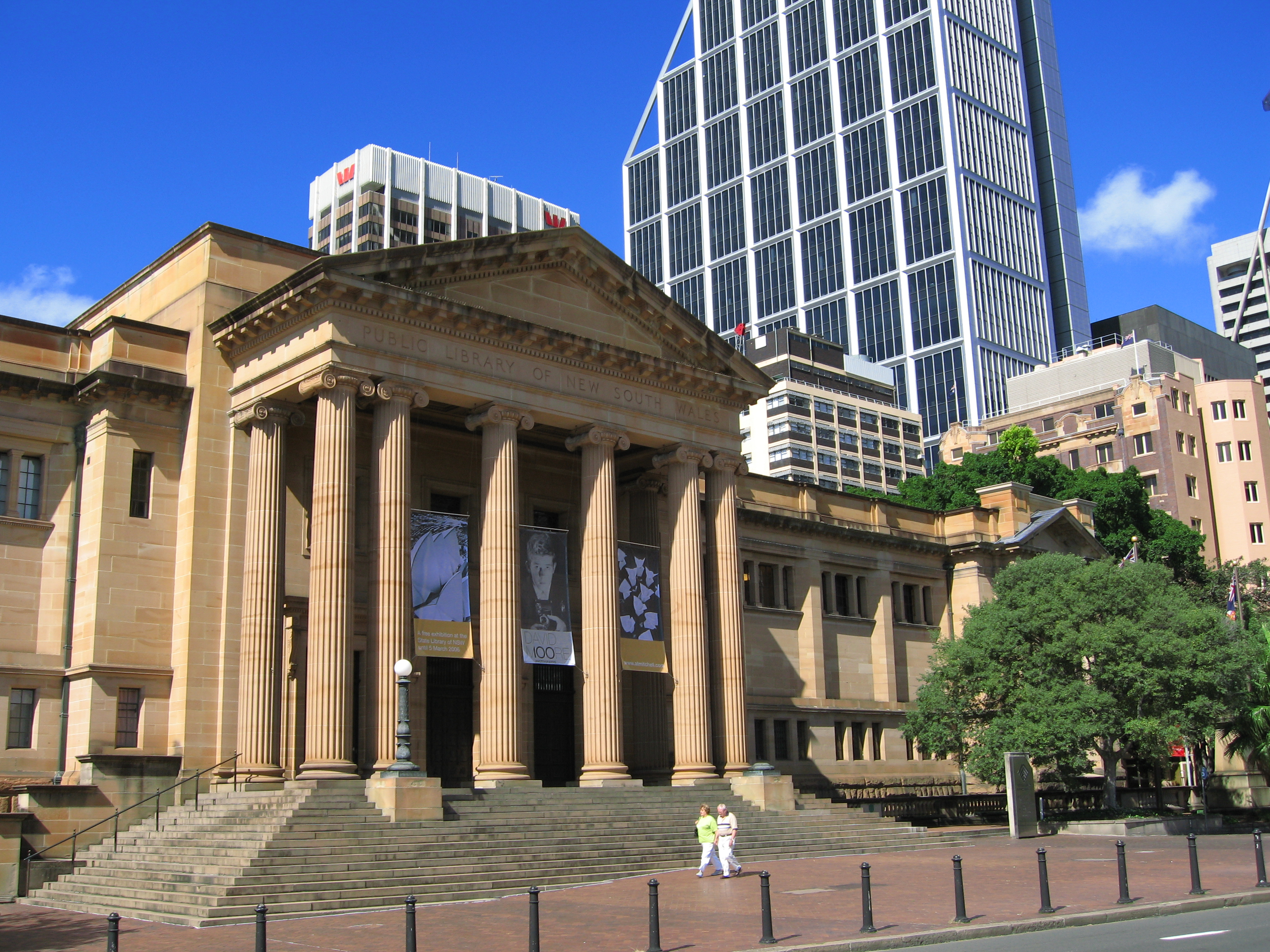
State Library of New South Wales.
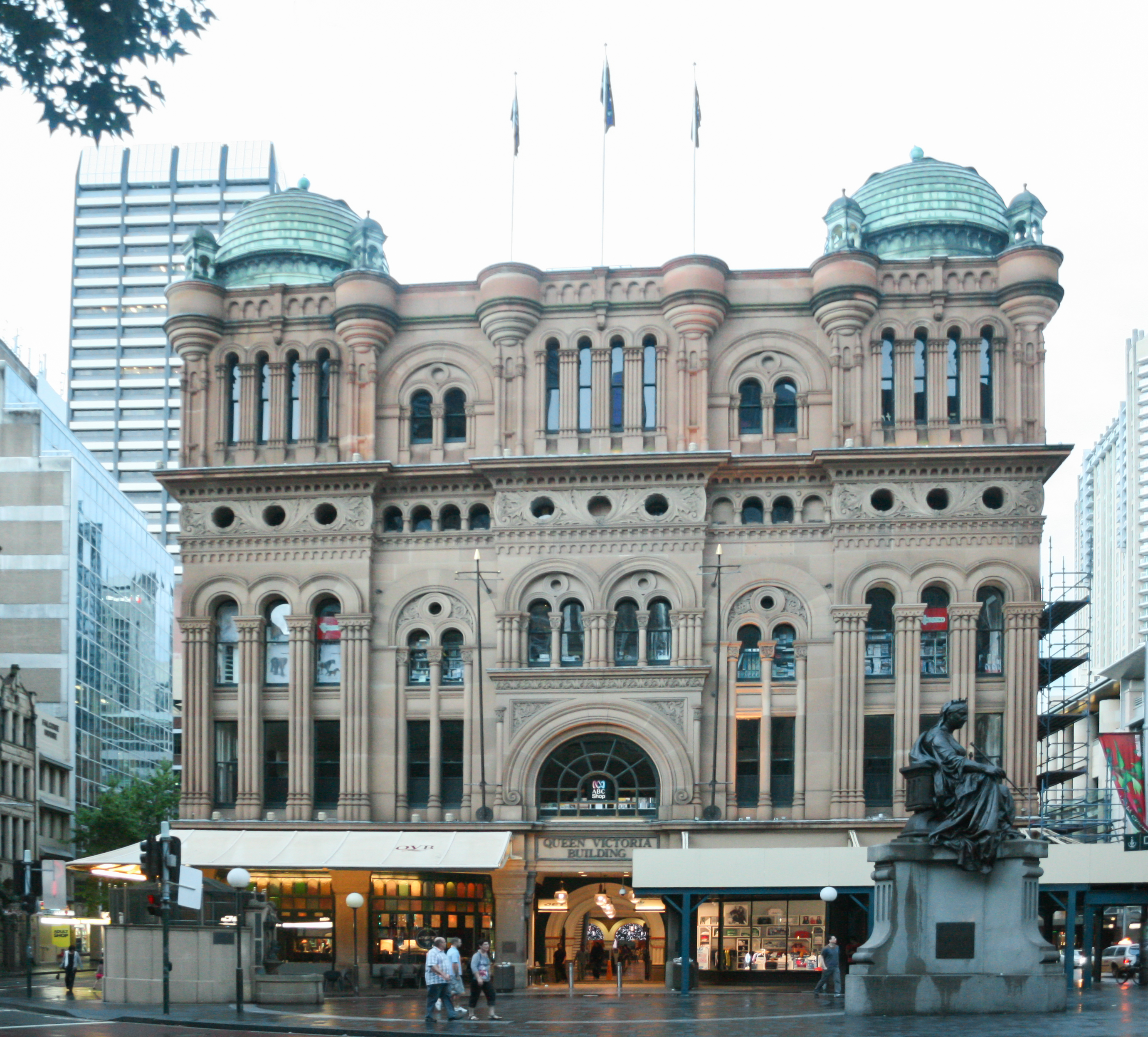
Queen Victoria Building (QVB).
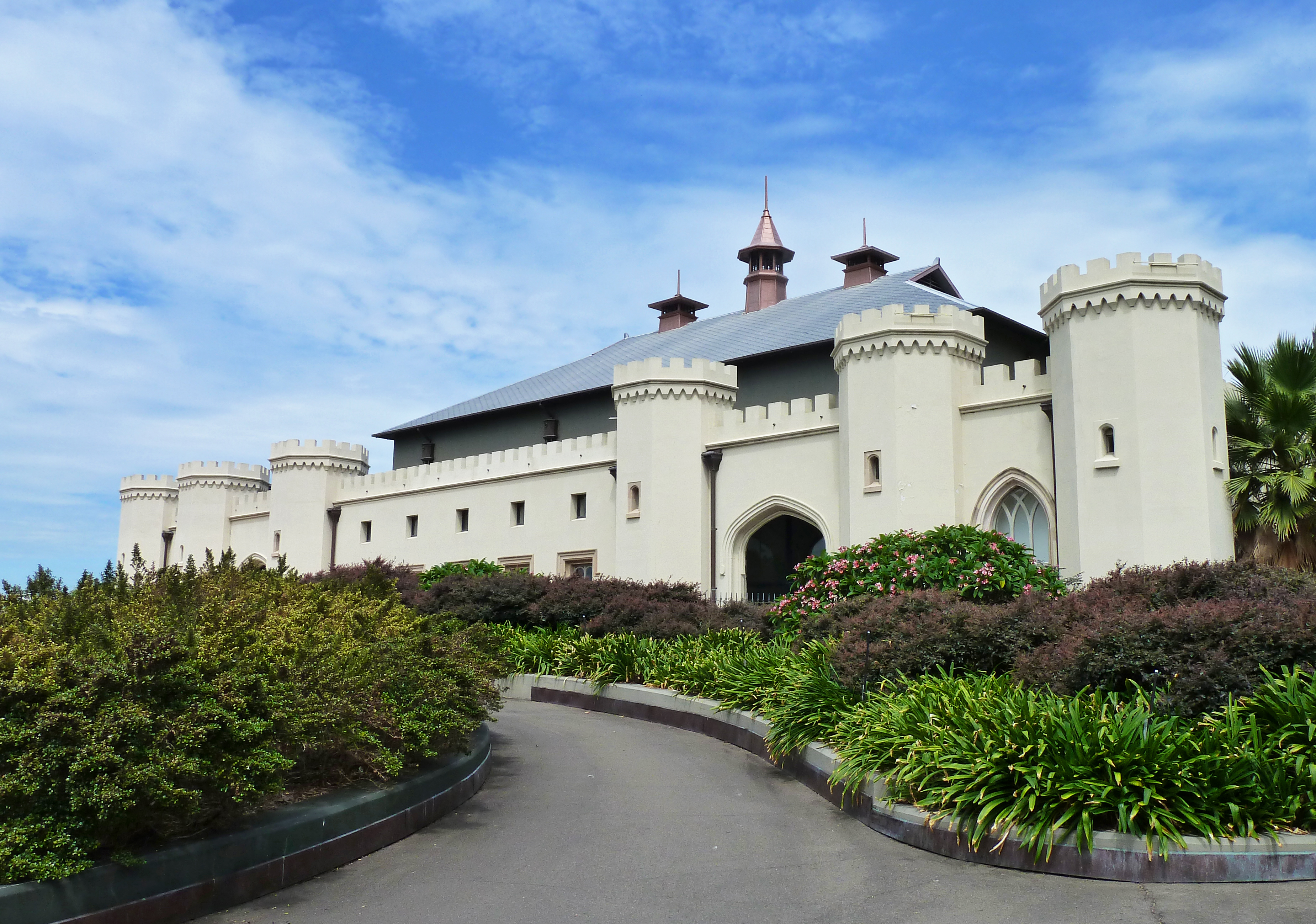
Sydney Conservatorium of Music.
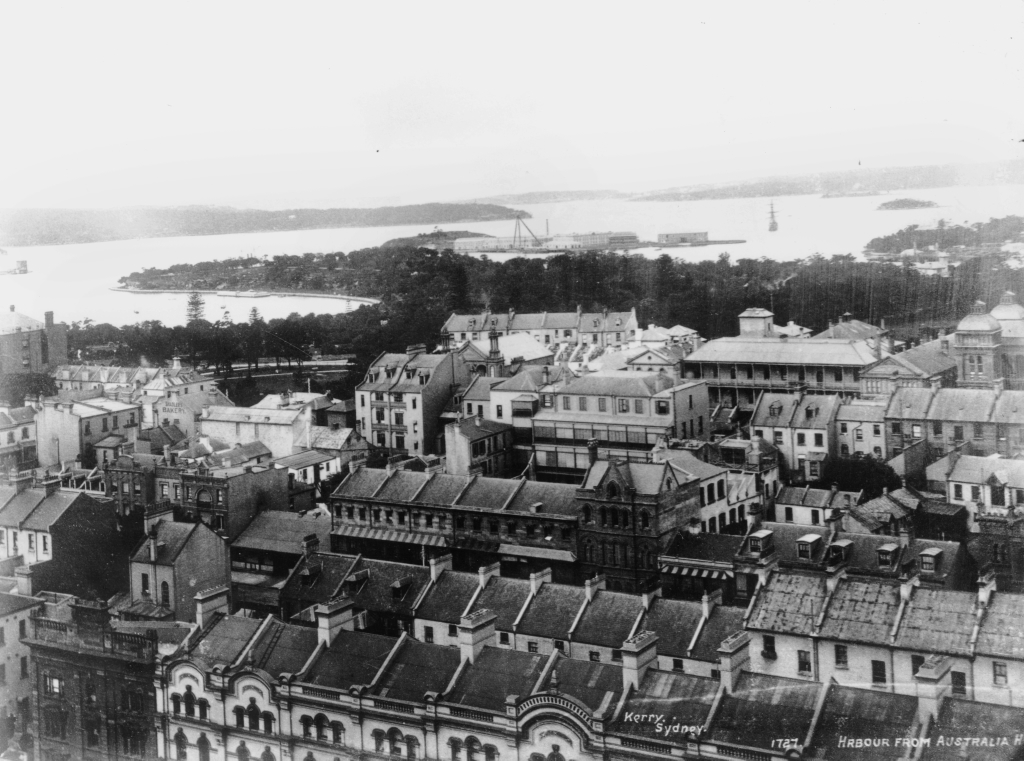
Radhus, nu mestadels demolerade, vy mot Royal Botanic Gardens och Bennelong Point, 1920-tal.
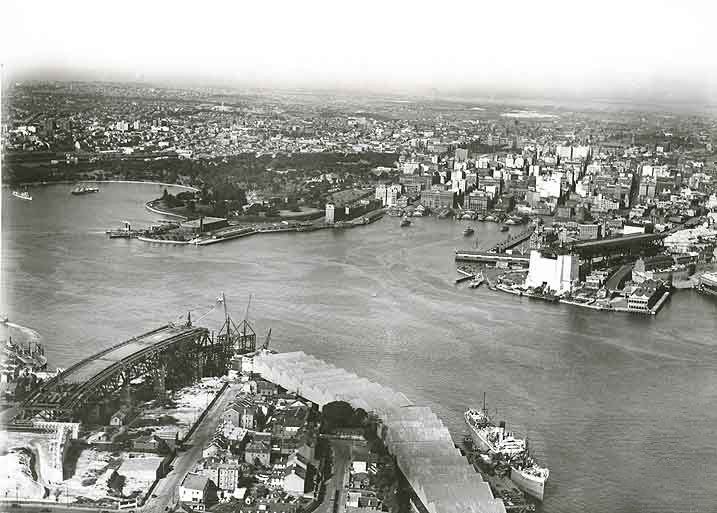
Vy mot Circular Quay, från North Shore, cirka 1930.
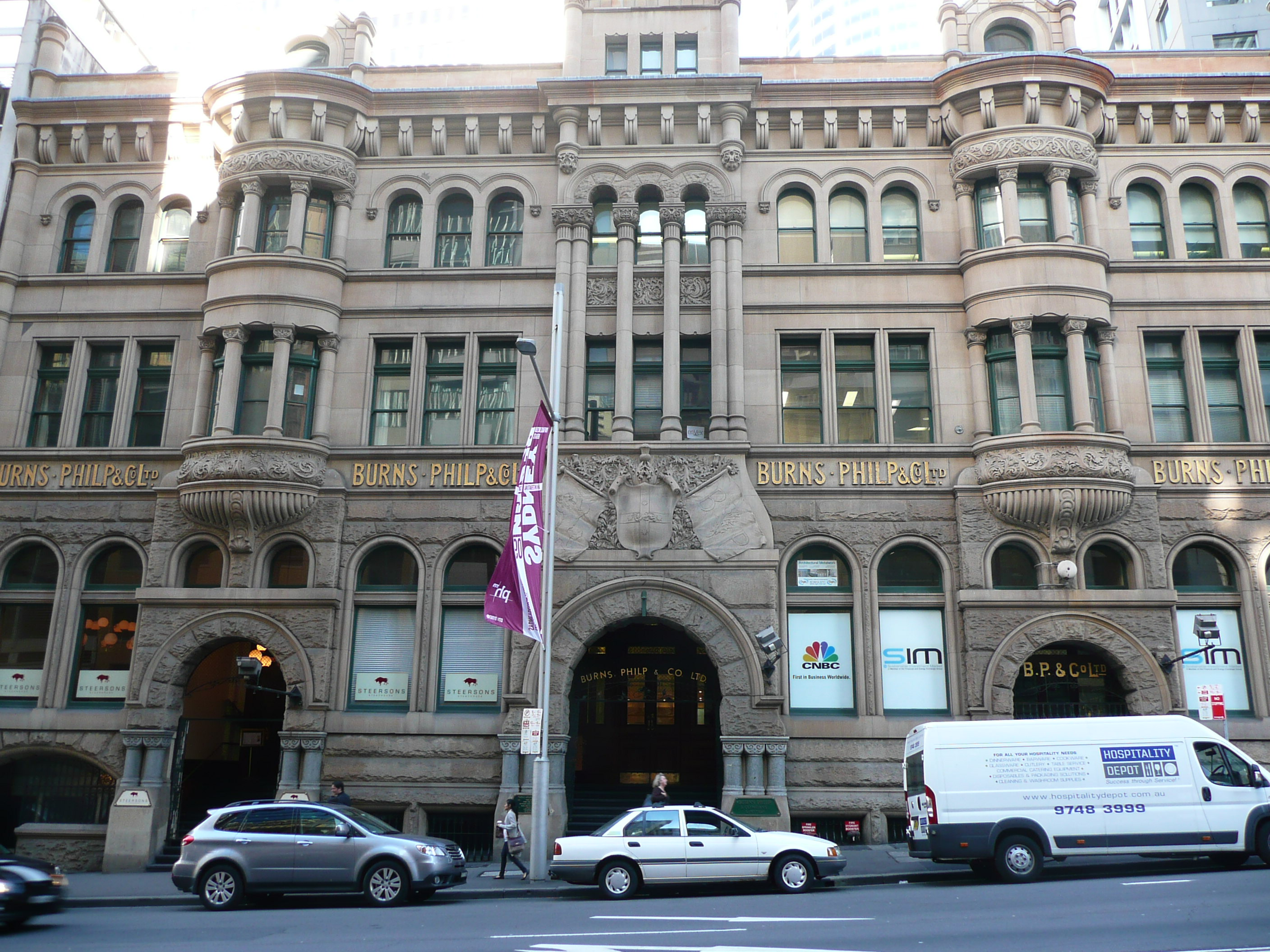
Central business district har bevarat kulturarvet för historiska byggnader, såsom den tidigare Burns Philp Building på Bridge Street.
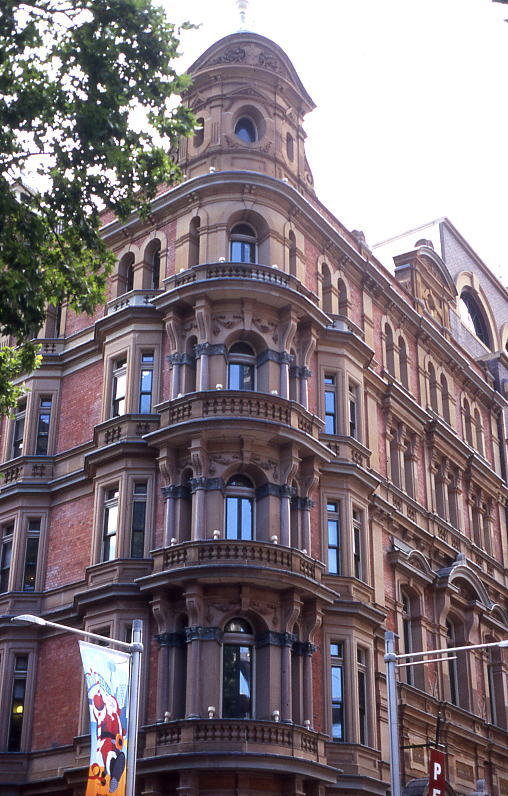
1800-talsbyggnad på York Street.
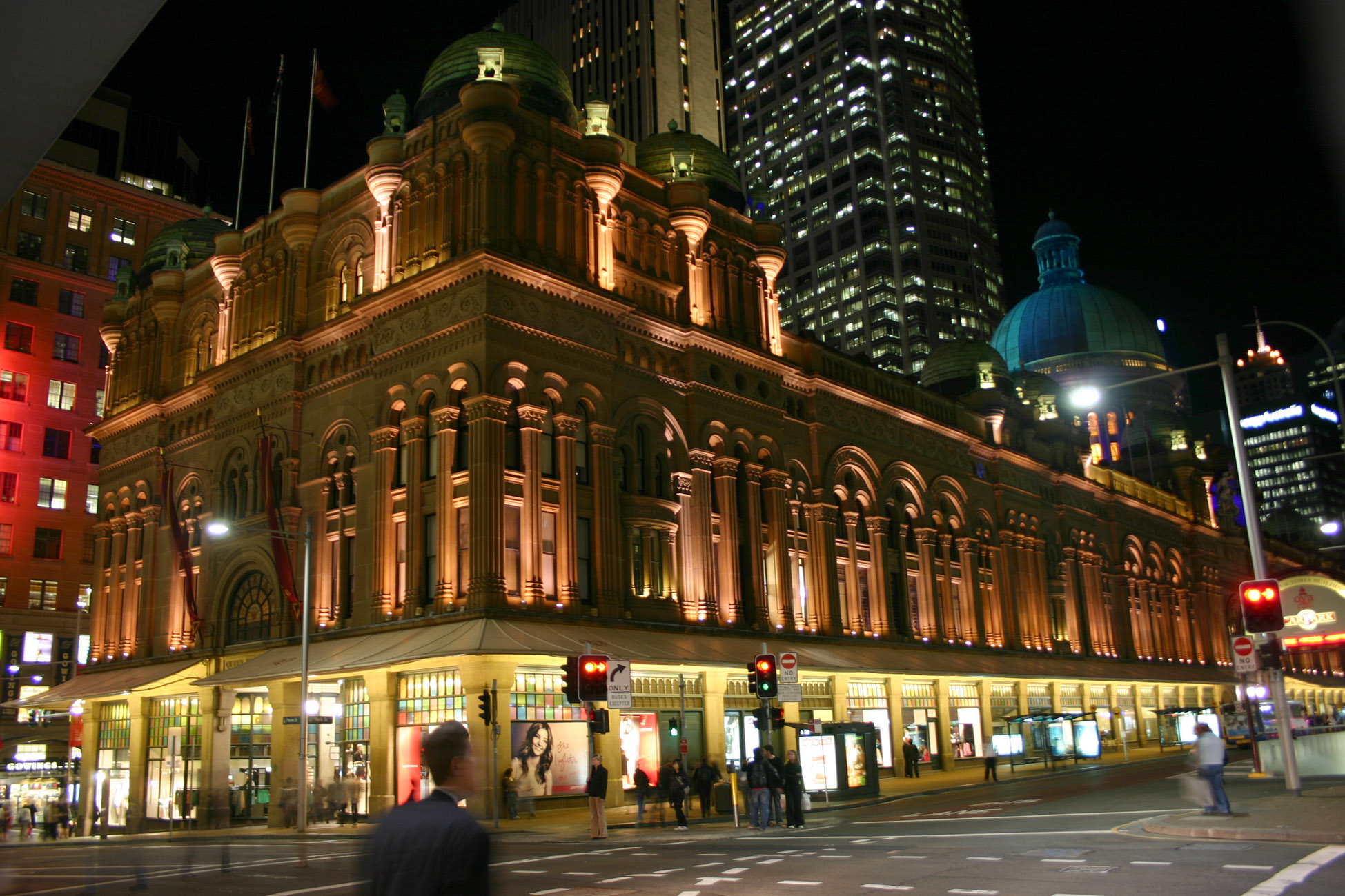
QVB under nattetid.